# Дрю Баримор
Дрю Баримор (на английски: Drew Barrymore) е американска актриса, филмов продуцент и режисьор. 

## Биография
Тя е дъщеря на известното семейство филмови актьори Джон Дрю Баримор и Джейд Баримор (родена в семейството на унгарски бежанци в Западна Германия). Започва кариерата си едва на 11-месечна възраст. От 2004 г. има звезда на Холивудската алея на славата.
Има трудно детство. Започва да пуши цигари на 9 години, да употребява алкохол на 11, марихуана на 12 и кокаин на 13. На 14-годишна възраст прави опит за самоубийство, като си прерязва вените на ръката с кухненски нож. Едва 15-годишна, тя пише автобиография Little Girl Lost. Неколкократно е потвърждавала своята бисексуалност.
Неин кръстник е Стивън Спилбърг. Нейни кръстници са София Лорен и Ана Страсбърг. Като много малка започва да се снима в реклама за храна на кучета. През 1978 г. дебютира в телевизията със „Suddenly Love“. На четири години снима и първия си филм за голям екран „Altered States“ (1980). На седем тя вече е звезда в едно от най-гледаните заглавия през 80-те – „Извънземното“ (1982). Две години по-късно се снима в „Подпалвачката“ (1984) по Стивън Кинг. През 1989 играе при Алън Пакула в „See You in the Morning“ с Джеф Бриджис и Фара Фосет.
Не успява да завърши гимназия. „Отровната Айви“ (1992) има голям успех, а през 1994 се съюзява с каубойките Маделин Стоу, Анди Макдауъл и Мери Стюарт Мастерсън и всички стават „Лоши момичета“. 12 месеца по-късно се обичат много с Крис О’Донъл в „Луда любов“, същата година се снима при Джоуел Шумахер в „Батман завинаги“ (1995). Между два филма успява да се омъжи (през март 1994) и да се разведе (през февруари 1995) с Джеръми Томас. Уди Алън я кани във „Всеки казва обичам те“ (1996), следва участие в превърналия се в страхотен хит сред тийнейджърите „Писък“ (1996).
Комедийната вълна при Дрю продължава със „Сватбеният певец“ (1998), в който партнира на Адам Сандлър. Следват „Целуни ме“ (1999) с Дейвид Аркет, „Ангелите на Чарли“ (2000) и „Самопризнанията на един опасен ум“ (2002), режисиран от Джордж Клуни. Г-ца Баримор за втори път опитва семейния живот – този път с Том Грийн, но официалната им връзка продължава едва 11 месеца. Баримор продължава да работи усилено и през 2003 излиза „Ангелите на Чарли: Газ до дупка“ с Луси Лиу и Камерън Диас.
Последвани от две романтични комедии „50 първи срещи“ отново с Адам Сандлър и „Текст и музика“ с всеобщия любимец Хю Грант. След „Той не си пада по теб“, Дрю участва в „Grey Gardens“ (2009) с Джесика Ланг и Джийн Трипълхорн и в „Всичко ни е наред“ (2009) с Робърт Де Ниро и Кейт Бекинсейл.
Баримор е водеща на свое собствено токшоу от 2020 г., озаглавено „Шоуто на Дрю Баримор“.

## Избрана филмография
- Извънземното (1982)
- Подпалвачката (1984)
- Отровната Айви (1992)
- Луда любов (1995)
- Забранено за момчета (1995)
- Батман завинаги (1995)
- Всеки казва обичам те (1996)
- Имало едно време: История за Пепеляшка (1998)
- Лоши момичета (1994)
- Писък (1996)
- Меню за трима (1998)
- Целуни ме (1999)
- Титан А.Е. (2000)
- Ангелите на Чарли (2000)
- Момчетата на моят живот (2001)
- Дони Дарко (2001)
- Прецаканият Фреди (2001)
- Самопризнанията на един опасен ум (2002)
- Мансардата (2003)
- Ангелите на Чарли: Газ до дупка (2003)
- 50 първи срещи (2004)
- Момиче за един сезон (2005)
- Любопитния Джордж (2006)
- Текст и музика (2007)
- Щастливецът (2007)
- Бевърли Хилс Чиуауа (2008)
- Той не си пада по теб (2009)
- Всичко ни е наред (2009)
- Разбий ги! (2009)
- Любов от разстояние (2010)
- Чудо сред ледовете (2012)
- Заедно по принуда (2014)
- Замък за Коледа (2021)